# Calanthe sylvatica
Calanthe sylvatica är en orkidéart som först beskrevs av Louis Marie Aubert Du Petit-Thouars, och fick sitt nu gällande namn av John Lindley. Calanthe sylvatica ingår i släktet Calanthe och familjen orkidéer. Inga underarter finns listade i Catalogue of Life.

## Bildgalleri

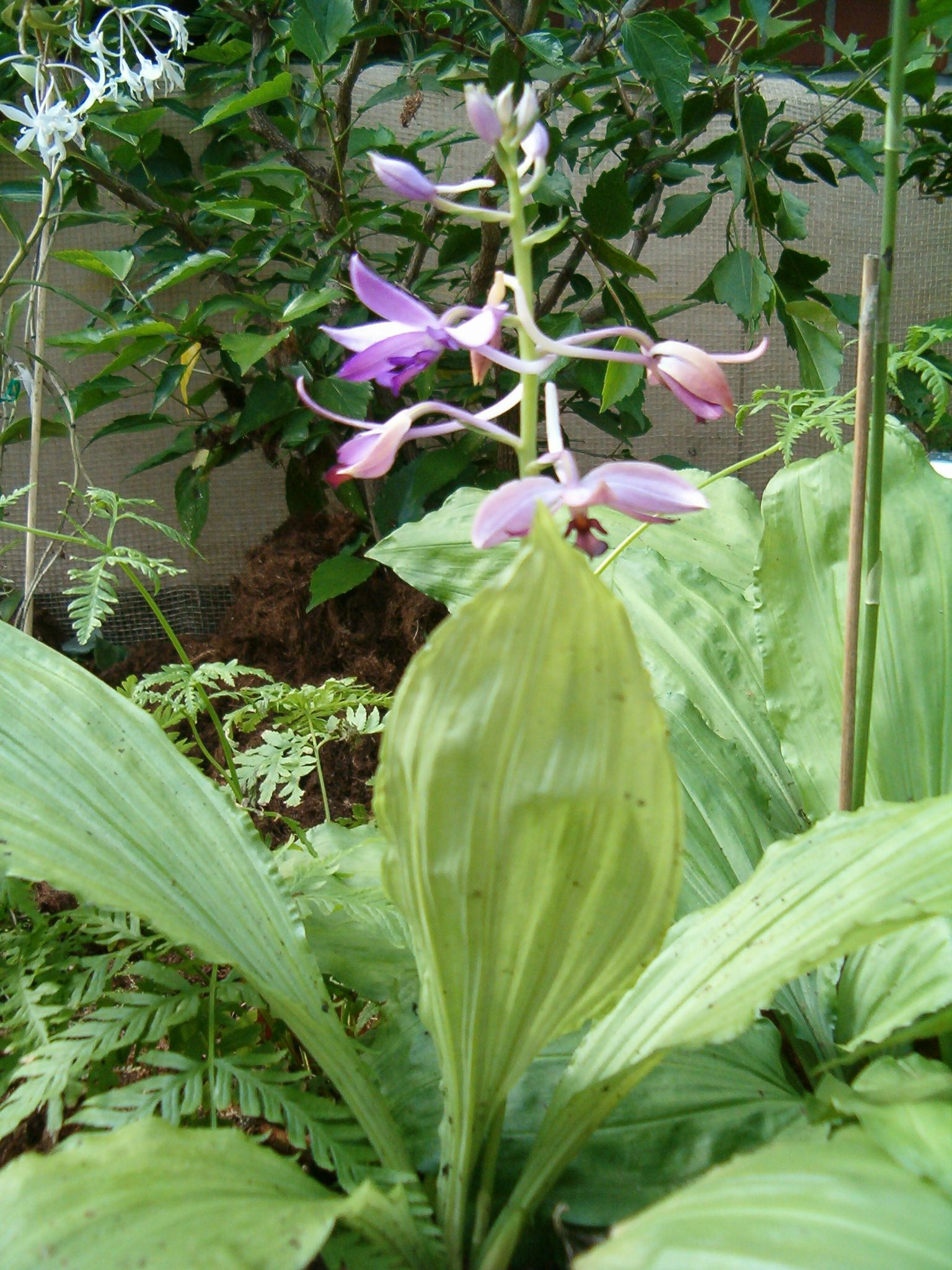
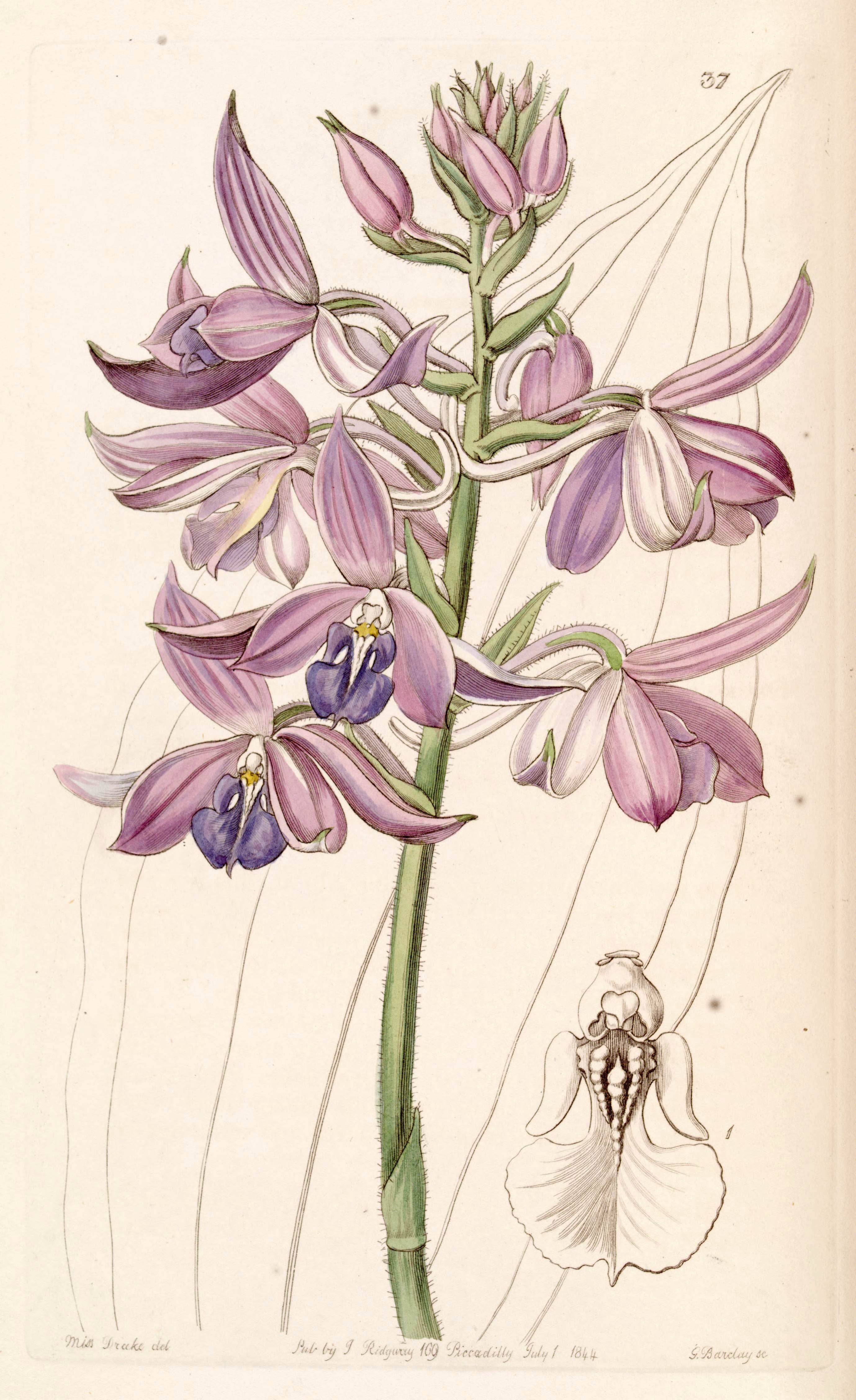
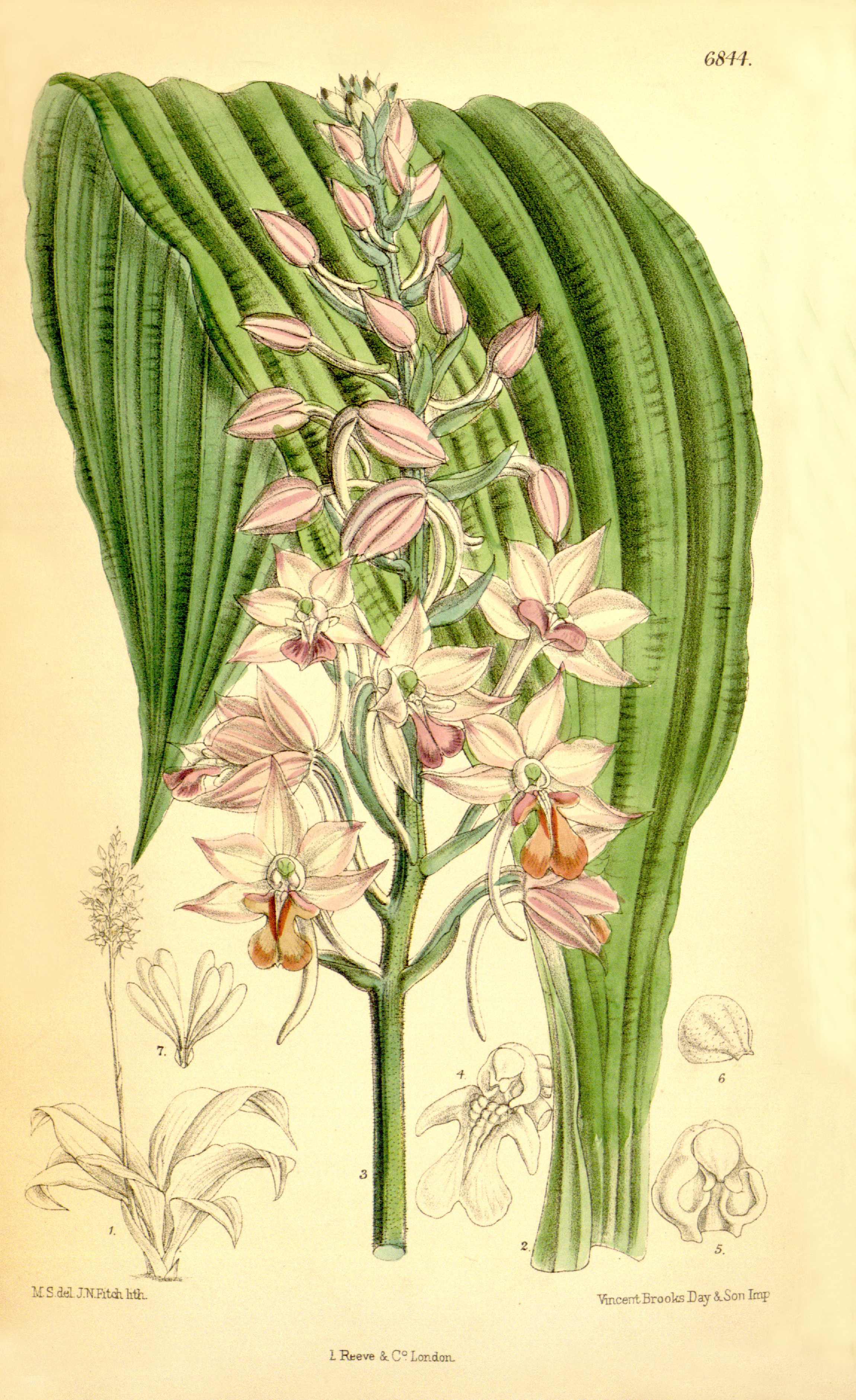
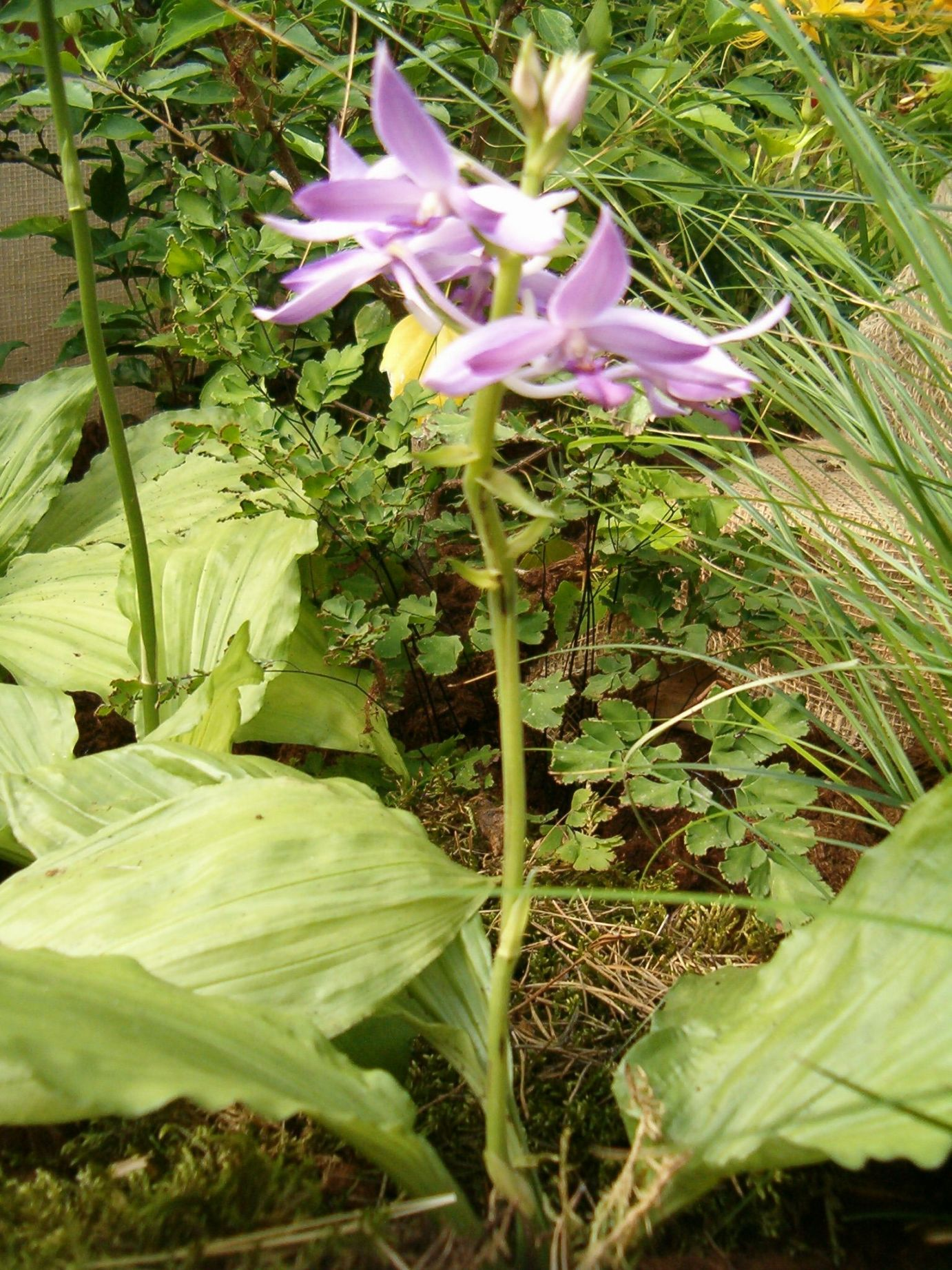
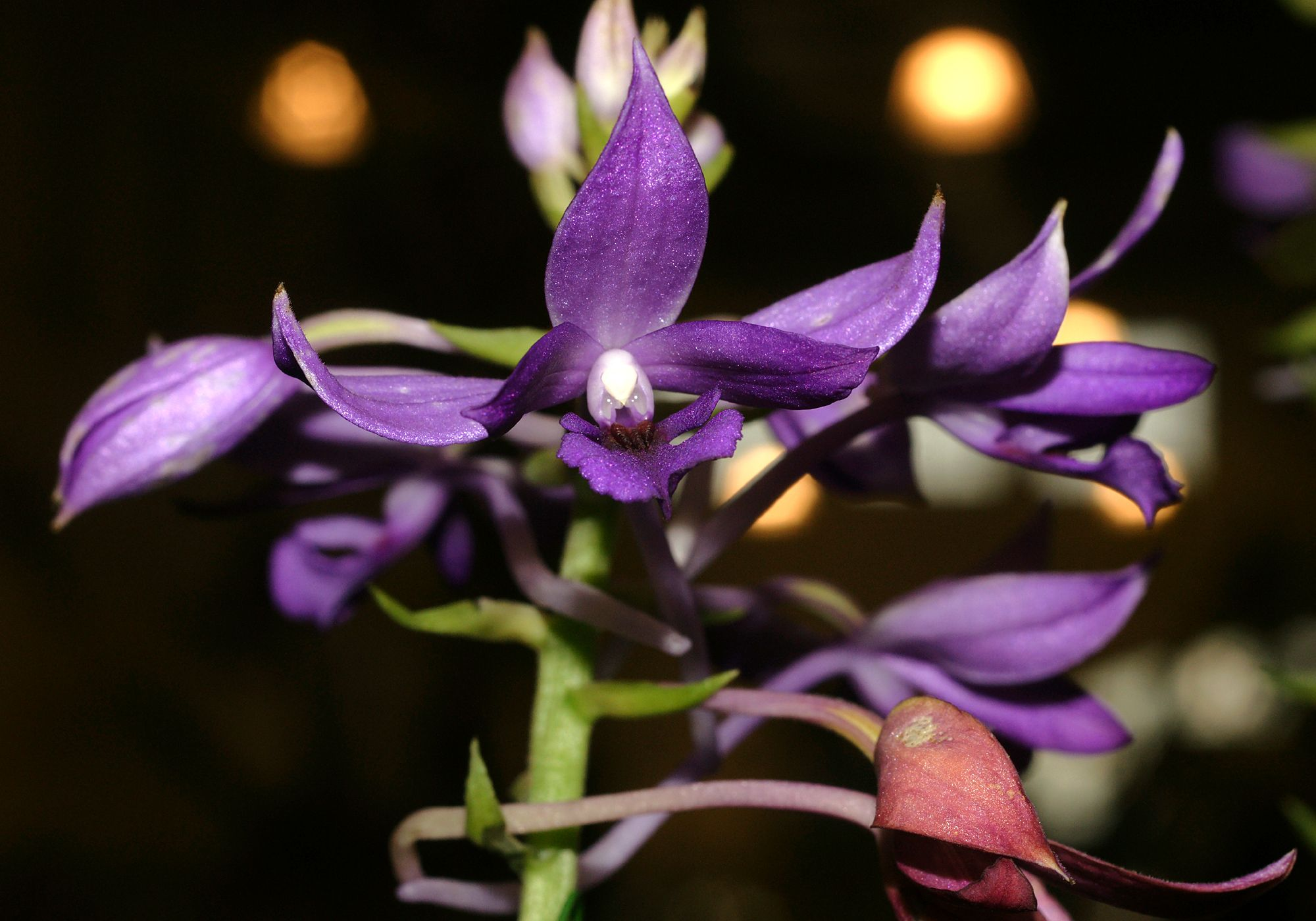